# Bavinchove
 Bavinchove  (en flamenco Bavinkhove) es una población y comuna francesa, en la región de Norte-Paso de Calais, departamento de Norte, en el distrito de Dunkerque y cantón de Cassel.

## Demografía
| 765 | 745 | 741 | 747 | 848 | 955 |
| Para los censos de 1962 a 1999 la población legal corresponde a la población sin duplicidades (Fuente: INSEE [Consultar]) |     |     |     |     |     |